# 八本松站
八本松站（日语：／ Hachihommatsu eki */?）是位於廣島縣東廣島市八本松町飯田，西日本旅客鐵道（JR西日本）山陽本線的車站。車站位於廣島城市網絡內。

## 概要
此站是在山陽本線中地勢最高的車站（海拔255米，在月台觀光資訊板中記載了此記錄），與鄰站瀨野站之間是名為「瀨野八」的大坡道區間（上行往岡山、神戶方向為上坡）。

## 歷史
- 1895年（明治28年）4月4日 - 山陽鐵道西條站至瀨野站之間新設此站。為旅客、貨運車站。當時只有北邊的地面車站大樓（北出口）。
  - 當時車站位於廣島縣賀茂郡川上村飯田。
- 1906年（明治39年）12月1日 - 山陽鐵道國有化（日语：鉄道国有法），成為官設鐵道車站。
- 1909年（明治42年）10月12日 - 制定路線名稱。成為山陽本線車站。
- 1956年（昭和31年）9月1日 - 隨著八本松町（日语：八本松町）成立，車站位於廣島縣賀茂郡八本松町飯田。
- 1968年（昭和43年）3月 - 車站車站南出口（飯田、向原地區）急速開發，改建至現時的車站大樓。舊車站大樓用作公司辦公室用。
- 1974年（昭和49年）
  - 4月20日 - 隨著東廣島市成立，車站位於廣島縣東廣島市八本松町飯田。
  - 12月10日 - 結束貨物起卸業務。
- 1987年（昭和62年）
  - 2月1日 - 綠色窗口開始營業。
  - 4月1日 - 伴隨國鐵分割民營化，車站由西日本旅客鐵道（JR西日本）營運。
- 1999年（平成11年） - 南出口站前廣場開發完成（北出口直至現時仍然不變）。
- 2000年（平成12年） - 引入入閘印刷機（日语：自動改札機#入場印字機）（簡易版自動閘機）。
- 2001年（平成13年）10月1日 - 實施時間表修正，在早上繁忙時間2班快速「山陽城市快車」停此站。
- 2002年（平成14年）10月5日 - 實施時間表修正，所有快速「山陽城市快車」起停此站。
- 2005年（平成17年）
  - 為了提高車站便利程度與無障礙政策，車站加設升降機。
  - 綠色窗口的營業時間縮短。引入櫃臺中途休息時間。
- 2007年（平成19年）
  - 4月 - 直至6月11日之間，引入自動閘機，入閘印刷機撤走。
  - 5月27日 - 開始設置自動閘機工程，2個車票收集箱撤走，閘口擴展。
  - 6月11日 - 引入自動閘機（日语：自動改札機）（在東廣島市內JR在來線中，繼西條站後為第2個車站設置同類機器）。
  - 9月1日 - 此站可以使用ICOCA。
- 2010年（平成22年）1月 - 南出口的天橋翻新工程，以及車站前升降機工程完成。
- 2011年（平成23年）4月 - Kiosk商鋪遷移並擴張（由車站入口附近遷移至廁所旁的舊候車室）。
- 2016年（平成28年） - Kiosk商鋪轉為7-11 Kiosk。
- 2018年（平成30年）
  - 4月1日 - 由JR西日本廣島MAINTEC（日语：JR西日本広島メンテック）負責車站業務，成為業務委託車站。
  - 7月6日 - 發生2018年7月西日本豪雨使車站暫停服務。
  - 8月21日 - 白市至此站之間暫時重開[1][2]。
  - 9月8日 - 中線的臨時月台撤走。
  - 9月9日 - 白市至瀨野站之間重開[3]。

## 車站構造
車站是一座地面車站，設有2面2線的相對式月台。在兩月台中間設有沒有月台的中線，曾經在西條站通過的上行貨運列車於此站場內信號機內停站，與補助機車分離，並從中線折返至廣島貨物總站。
此外，在毎年1月進行大學入試中心時，臨時列車（大門站至西條站之間）會在此站等待。
現時設有運送路軌的列車使用此車站。另外，在2018年7月西日本豪雨中，包括此站在內的山陽本線（中國地區）不能通行。隨後，此站至白市站之間暫時再次運行，在中線設置了臨時月台，成為上行折返月台。
另外，2號月台於南邊設有數條側線，起讓維護車輛停泊。由於月台均建在彎位上，因此上下車時需注意月台與車廂間之間隙。
此站由西條站管理，並由JR西日本廣島MAINTEC委托車站業務，為業務委託車站。車站可以使用ICOCA與其互相可以使用的IC卡。

### 車站大樓概要
- 簡易跨站式站房式（但是沒有行人天橋與行人專用的公眾通道，但是設有行車天橋連接市區道路）
- 落成年份：1968年（昭和43年）

此站曾經是地面車站，曾經只有磯松地區方向的出口，使原、吉川、宗吉、向原（現時為八本松南）、下西、下東地區的使用者不便使用此站。在1965年（昭和40年），由於向原地區的住宅區急速發展，在1968年（昭和43年）現時的跨站式站房落成。在2005年，於車站內，於2010年於車站前的升降機開始使用。

### 車站大堂內
- 1處閘口（自動閘機（可以使用ICOCA））
- 綠色窗口
- 7-11・Kiosk
- 候車室
- 1處廁所（只有閘外1處）
- 投幣式儲物櫃（閘外）

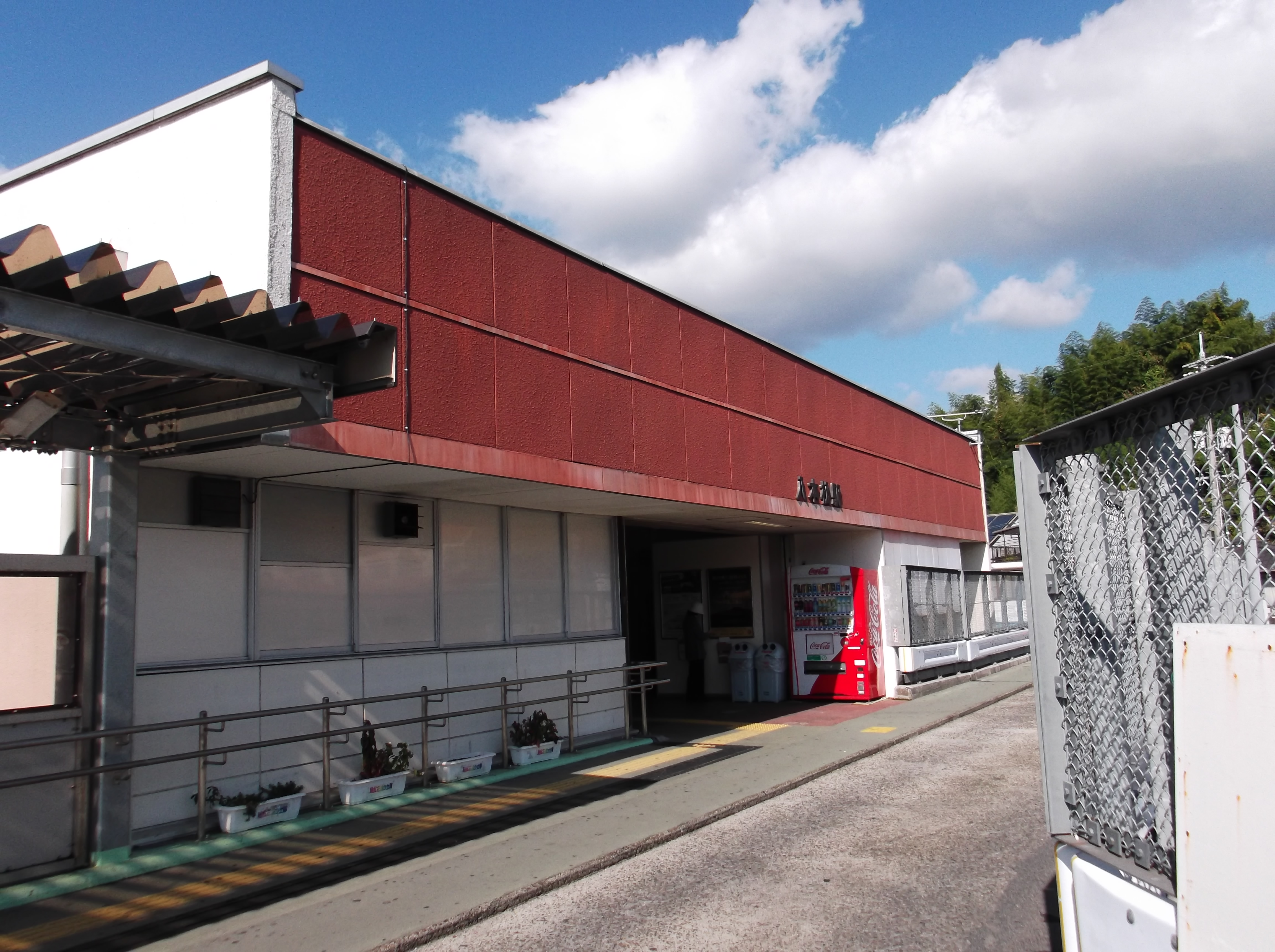
車站入口（2013年10月）
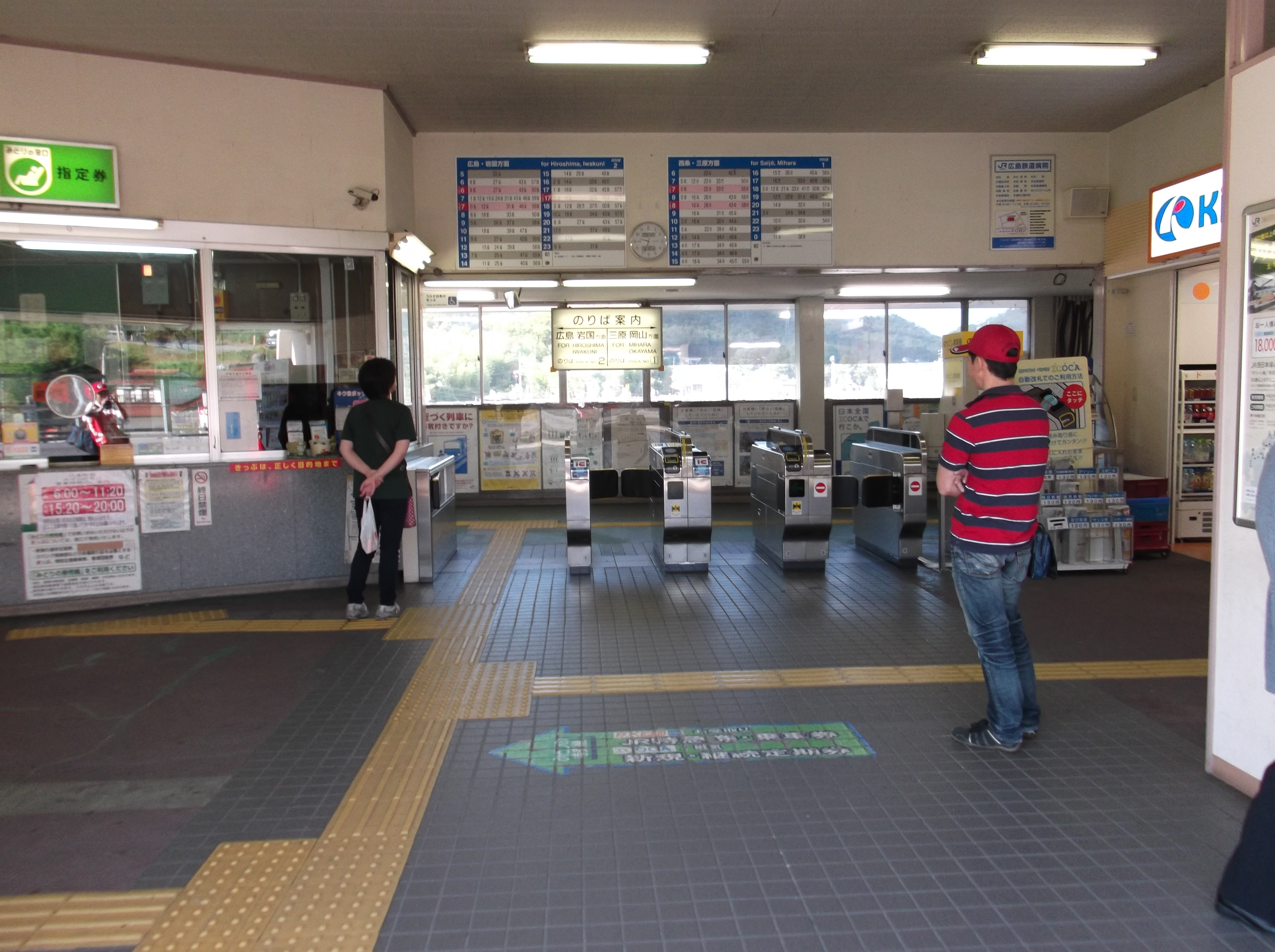
閘口（2013年10月）
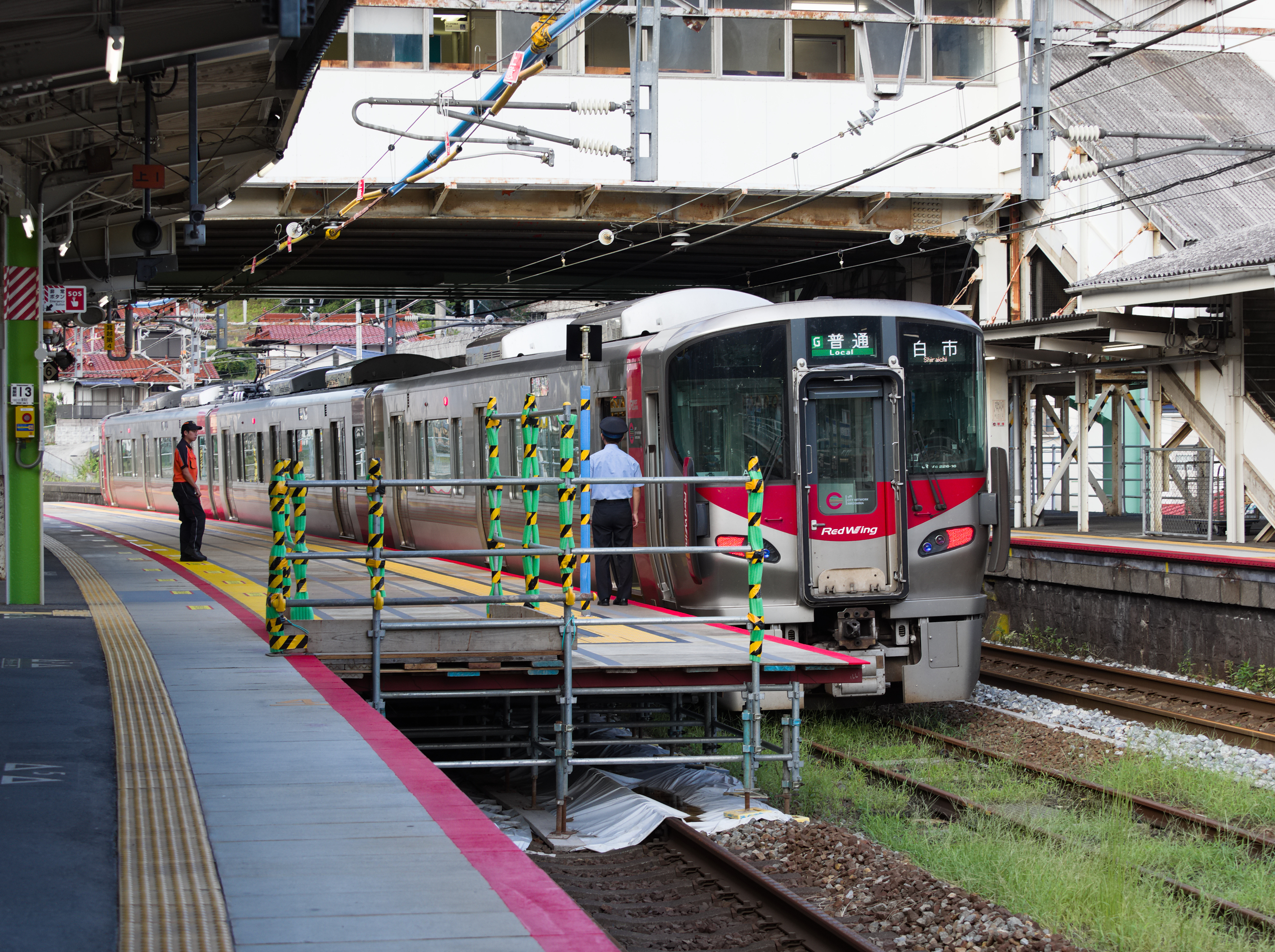
227系（日语：JR西日本227系電車）停在臨時月台（2018年9月2日）

### 月台
| 月台 | 路線     | 上下行 | 方向                 |
| ---- | -------- | ------ | -------------------- |
| 1    | 山陽本線 | 上行   | 西條、三原方向       |
| 2    | 山陽本線 | 下行   | 瀨野、廣島、岩國方向 |

- 上下月台之間設有沒有月台的中線。因此運輸系統上，2號月台為3號線。
- 月台上沒有顯示列車出發資訊，但是設有一個LED屏幕。在進站前1分鐘會顯示（中譯：列車正在進站）（會以、互相顯示。這個機器在廣島站與海田市站也設有）。
- 從前在列車進站時會播放進站音樂，在2012年3月加入現時的進站廣播（JR西日本新標準進站廣播）。使用了以下進站音樂：
  - 1號月台：廣島站2、7號月台的進站音樂
  - 2號月台：廣島站4、9號月台的進站音樂

## 使用狀況
以下為1日平均乘車人次
| 年度               | 1日平均 乘車人次 |
| ------------------ | ---------------- |
| 2002年（平成14年） | 4,758            |
| 2003年（平成15年） | 4,903            |
| 2004年（平成16年） | 4,941            |
| 2005年（平成17年） | 4,935            |
| 2006年（平成18年） | 4,932            |
| 2007年（平成19年） | 5,165            |
| 2008年（平成20年） | 5,101            |
| 2009年（平成21年） | 5,010            |
| 2010年（平成22年） | 5,011            |
| 2011年（平成23年） | 4,880            |
| 2012年（平成24年） | 4,714            |
| 2013年（平成25年） | 4,643            |
| 2014年（平成26年） | 4,529            |
| 2015年（平成27年） | 4,599            |
| 2016年（平成28年） | 4,451            |
| 2017年（平成29年） | 4,076            |

## 車站周邊

### 八本松站前土地調整項目
現時，車站前正在計劃開發。
- 廣島縣道67號馬木八本松線（日语：広島県道67号馬木八本松線），將會連接八本松站前路口與中學（八本松中學）路口之間，為雙線雙程道路，現時未開始動工。

### 周邊道路
- 國道486號（日语：国道486号）

舊國道2號。位於南口廣場對出。可經此道前往八本松東（下組地區）與宗吉（南部），以及縣道83號志和交匯處線。
- 廣島縣道67號

從南出口對出路口伸延至飯田、原方向的主要道路。該道路途經向原地區與吉川地區。也是連接廣島大學的道路。
- 廣島縣道46號（日语：広島県道46号東広島白木線）

於北出口的道路。車站周邊的道路比較狹窄。可沿道路前往宗吉（北部）與志和町中心部分。在路上途經美軍的川上彈藥庫。

### 周邊設施
郵局
- 八本松站前郵局

住宿設施
- 金・運・來（商務酒店） 步行約1分鐘　※舊樹樹
- 石田旅館（民宿） 步行約3分鐘

銀行
- 廣島信用金庫（日语：広島信用金庫）八本松分店 步行約1分鐘
- 紅葉銀行八本松分店 步行約1分鐘
- 廣島銀行八本松站前出張所 步行約2分鐘

## 巴士路線
- 藝陽巴士（日语：芸陽バス）
  - 前往瀨野站、廣島巴士中心（日语：広島バスセンター）方向
  - 前往西條站
  - 前往志和方向（循環線）
  - 前往廣島大學方向（星期日暫停服務）
  - 經正力～篠，前往小竹、上竹仁
  - 前往聲寶、篠（循環線）
  - 前往吉川工業團地
- 中國JR巴士
  - 前往廣島大學方向（星期日暫停服務）

※從此始出發的篠、聲寶方向的路線使用北出口巴士站，其他均使用南出口巴士站。

## 其他
- 此站與瀨野站之間的上行線中，該區間的架空電纜均使用雙鏈形懸吊式架空電纜。
- 從前在此站西邊設有兩分支點，其中一分支的路線名為「八本松木料場專用線」，向東南方向前位國鐵八本松木料場。另一分支的路線名為「吳海軍軍需部川上火藥庫線」，向西北前往吳海軍的火藥庫。

## 相鄰車站
西日本旅客鐵道
 山陽本線
■快速「城市快車」（只有星期六及假日下行班次）、■快速「通勤快車」（只有平日早上下行班次）
西條→八本松→海田市
■普通
寺家－八本松－瀨野
在1912年至1939年之間，此站與瀨野站之間曾設有上瀨野號誌站。

## 外部連結
- 八本松｜車站資訊：JR出門網 - 西日本旅客鐵道